# Gustav Schäfer (remero)
Gustav August Schäfer (22 de septiembre de 1906-10 de diciembre de 1991) fue un deportista alemán que compitió en remo.
Participó en los Juegos Olímpicos de Berlín 1936, obteniendo una medalla de oro en la prueba de scull individual. Ganó una medalla de oro en el Campeonato Europeo de Remo de 1934.

## Palmarés internacional
| Juegos Olímpicos   | Juegos Olímpicos  | Juegos Olímpicos | Juegos Olímpicos |
| Año                | Lugar             | Medalla          | Prueba           |
| ------------------ | ----------------- | ---------------- | ---------------- |
| 1936               | Berlín (Alemania) | Medalla de oro   | Scull individual |
| Campeonato Europeo |                   |                  |                  |
| Año                | Lugar             | Medalla          | Prueba           |
| 1934               | Lucerna (Suiza)   | Medalla de oro   | Scull individual |